# Velocímetro (aeronáutica)

Diagrama mostrando a face de um velocímetro de velocidade verdadeira, típico para uma aeronave monomotor rápida

O velocímetro é um instrumento usado em uma aeronave para mostrar a velocidade em relação ao ar da mesma, tipicamente em nós, para o piloto. Em sua forma mais simples, um velocímetro (ASI, na sigla em inglês) mede a diferença de pressão entre o ar em volta da aeronave e o aumento da pressão causado pela propulsão. O ponteiro registra o diferencial de pressão, mas o mostrador é marcado como velocidade.

## Uso
O velocímetro é usado pelo piloto durante todas as fases de voo, decolagem, subida, cruzeiro, descida e pouso, visando a manutenção de velocidades específicas para o tipo de aeronave e condições de operação, conforme especificado no Manual de Operação.
Durante o voo por instrumentos, o velocímetro é usado juntamente com o horizonte artificial como um instrumento de referência para o controle da arfagem durante subidas, descidas e curvas.
O velocímetro também é usado na navegação estimada, onde tempo, rapidez e marcação são usados para a navegação na ausência de auxílios como NDBs, VORs ou GPS.

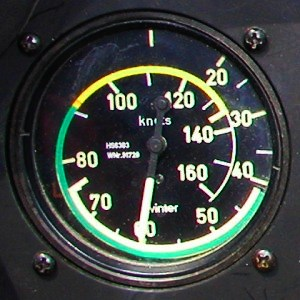
Um velocímetro de alta sensibilidade "540 graus" usado em um planador. O ponteiro passa do zero (topo), mas os arcos coloridos não se sobrepõem. O ponteiro mostra uma velocidade indicada de 60 nós.

### Em aeronaves leves
Velocímetros em muitas aeronaves leves e recreacionais pode mostrar ao piloto somente a velocidade indicada (IAS). Para a velocidade verdadeira (TAS), outros componentes precisariam ser adicionados pelo fabricante. Marcações no velocímetro usam uma conjunto de faixas e linhas padronizadas coloridas na face do instrumento. O intervalo branco é o intervalo normal de velocidades de operação para a aeronave com os flaps estendidos, como para pouso ou decolagem. O intervalo verde é o intervalo normal de velocidades de operação para a aeronave sem os flaps estendidos. O intervalo amarelo é o intervalo no qual a aeronave pode ser operada em ar suave, e apenas com cuidado para evitar movimentos de controle abruptos.
Uma marca linear vermelha indica a VNE, ou velocidade a nunca exceder. Essa é a velocidade máxima demonstrada segura que a aeronave não deve exceder em quaisquer circunstâncias. A linha vermelha é precedida por uma faixa amarela, que é a área de precaução, indo da VNO (velocidade estrutural máxima de cruzeiro) até a VNE. Uma faixa verde vai da VS1 à VNO. VS1 é a velocidade de estol com flaps e trem de pouso retraídos. Uma faixa branca vai da VSO à VFE. VSO é a velocidade de estol com flaps estendidos, e VFE é a maior velocidade na qual os flaps podem ser estendidos. Velocímetros em aeronaves multimotor mostram uma curta linha radial vermelha próximo à parte inferior do arco verde para a Vmc, a velocidade indicada mínima na qual a aeronave pode ser controlada com o motor crítico inoperante e uma linha azul para a VYSE, velocidade para a melhor razão de subida com o motor crítico inoperante.

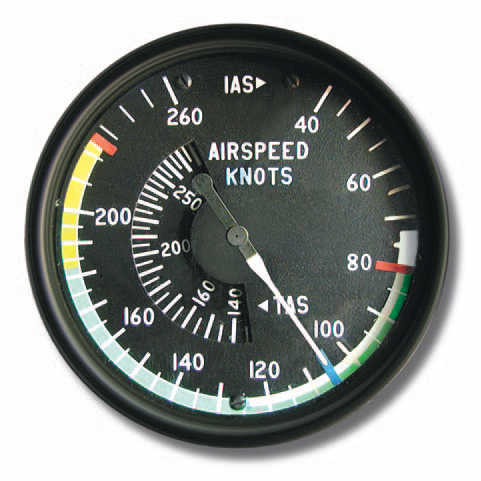
Marcadores em um velocímetro para um avião multimotor leve

### Em aeronaves grandes

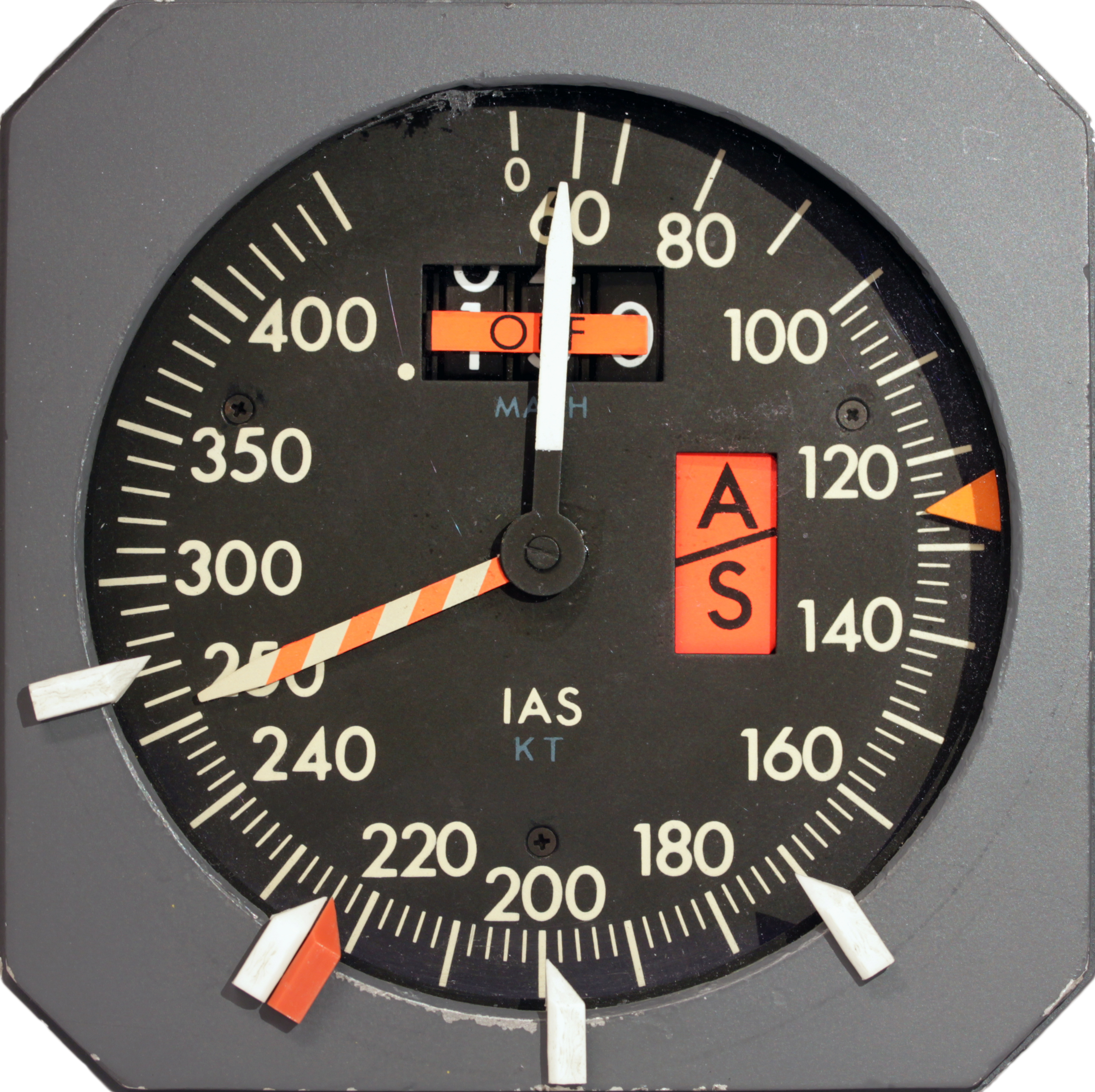
Velocímetro e Machímetro de uma aeronave a jato grande com ponteiros móveis (bugs) na moldura

O velocímetro é especialmente importante para monitorar as velocidades características enquanto operando uma aeronave. No entanto, em aeronaves grandes, as velocidades características podem variar consideravelmente dependendo da elevação do aeródromo, temperatura e peso da aeronave. Por esse motivo, as faixas coloridas encontradas nos ASIs de aeronaves leves não são usadas - no lugar, o instrumento tem um número de ponteiros móveis conhecidos como "bugs", que podem ser pré-ajustados pelo piloto para indicar velocidades V apropriadas para as condições atuais.
Aeronaves a jato não possuem VNO e VNE como aeronaves de motor à pistão, mas no lugar possuem uma IAS máxima de operação, VMO e número de Mach máximo, MMO. Para observar ambos os limites, o piloto de uma aeronave a jato precisa tanto de um velocímetro quanto de um Machímetro, cada um com linhas vermelhas apropriadas. Em alguns aviões a jato da aviação geral, o Machímetro é combinado em um único instrumento que contém um par de indicadores concêntricos, um para a velocidade indicada e outro para o número de Mach indicado.
Um instrumento único alternativo é o "indicador de velocidade máxima admissível". Ele possui um ponteiro móvel que indica o limite máximo de operação (VMO ou MMO). O ponteiro se move com a altitude e temperatura, de modo a sempre indicar a velocidade máxima admissível da aeronave. O ponteiro é normalmente listrado em vermelho-e-branco, e, assim, conhecido como um "poste de barbeiro". Conforme a aeronave sobe para altas altitudes, tais que o MMO, em detrimento da VMO, torna-se a velocidade limitante, o ponteiro move-se para valores de IAS menores.
Aeronaves modernas que empregam sistemas de instrumentos glass cockpit, empregam dois velocímetros: um indicador eletrônico no painel de dados de voo principal e um instrumento mecânico tradicional para uso em caso de falha dos painéis eletrônicos. A velocidade é tipicamente apresentada na forma de uma "tira de fita" que se move para cima e para baixo, com a velocidade atual no meio. O mesmo esquema de cores é usado como em um velocímetro mecânico para representar as velocidades-V.

## Operação

Conexões do velocímetro

Juntamente com o altímetro e o indicador de velocidade vertical, o velocímetro é um membro do sistema Pitot-estático de instrumentos de aviação, assim nomeados pois operam por meio da medição de pressão no tubo de Pitot e circuitos estáticos.
Velocímetros trabalham por meio da medição da diferença entre a pressão estática, capturada por meio de uma ou mais portas estáticas; e a pressão de estagnação devido ao "ar de impacto", capturado por meio de tubo de Pitot. Essa diferença em pressão devido ao ar de impacto é chamada de pressão de impacto.

Mecanismo interno de um velocímetro

As portas estáticas estão localizadas no exterior da aeronave, em uma localização escolhida para detectar a pressão atmosférica predominante tão precisamente quanto possível, ou seja, com perturbações mínimas causadas pela presença da aeronave. Algumas aeronaves possuem ports estáticas em ambos os lados da fuselagem ou empenagem, de modo a medir a pressão estática mais precisamente durante glissadas e derrapadas. Glissadas e derrapagens aerodinâmicas fazem com que cada ou ambas portas estáticas e tubo(s) de Pitot se apresentem com outro movimento, além do básico para a frente, em relação ao vento relativo. Assim, existem posicionamentos alternativos em algumas aeronaves.
Formação de gelo é um problema para tubos de Pitot quando a temperatura do ar está abaixo do ponto de congelamento, e há umidade visível presente na atmosfera, como quando voando através de nuvens ou precipitação. Tubos de Pitot aquecidos eletricamente são usados para prevenir a formação de gelo sobre o tubo.
O velocímetro e o altímetro se tornarão inoperantes em caso de bloqueio no sistema estático. Para evitar esse problema, a maioria das aeronaves projetadas para uso em condições meteorológicas de voo por instrumentos estão equipadas com uma fonte alternativa de pressão estática. Em aeronaves não-pressurizadas, a fonte estática alternativa é normalmente conseguida pela abertura do sistema de pressão estática ao ar na cabine. Isso é menos preciso, mas ainda viável. Em aeronaves pressurizadas, a fonte estática alternativa é um segundo conjunto de portas estáticas na casca da aeronave, mas em uma localização diferente da fonte primária.

## Variações

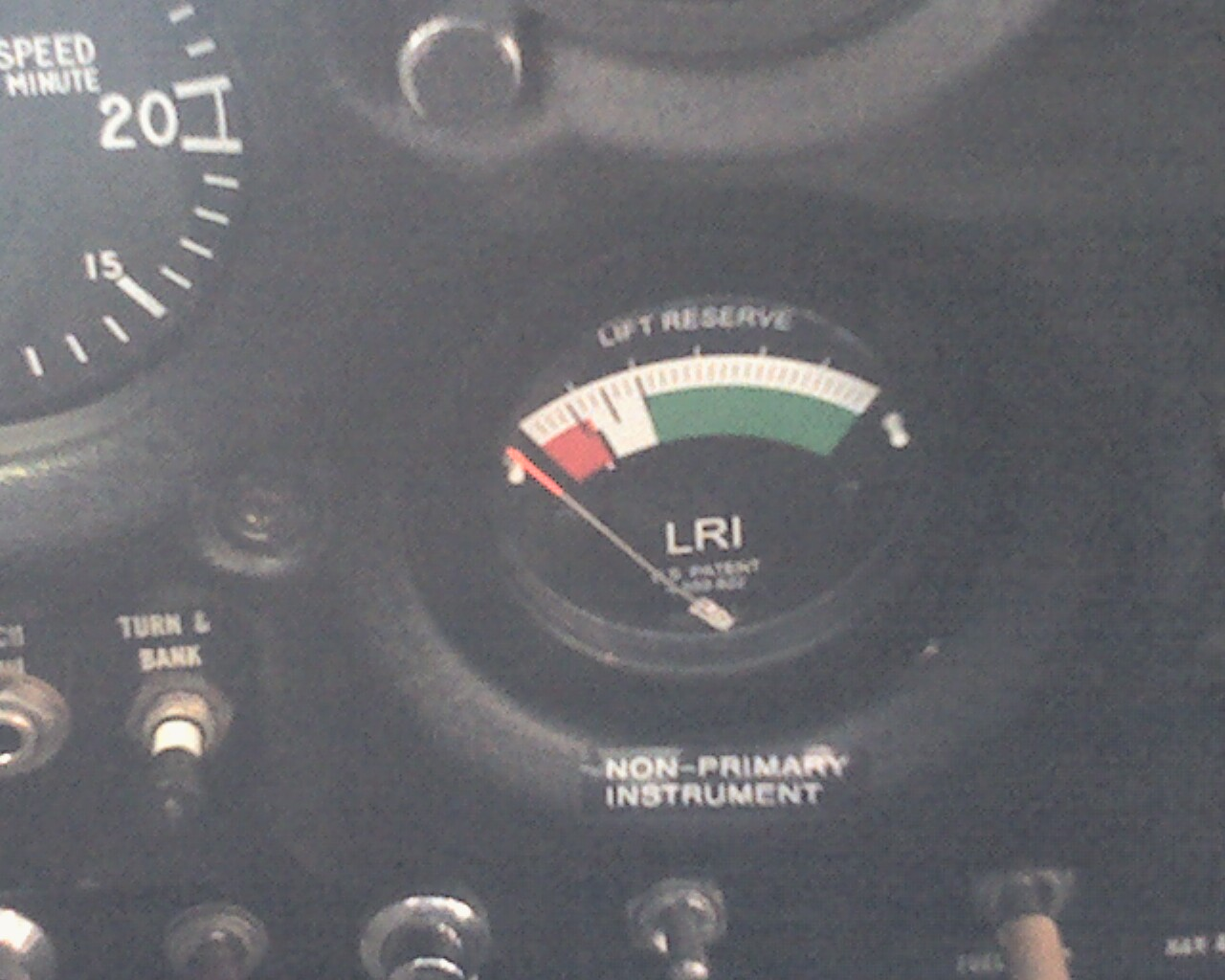
Um Indicador de Reserva de Sustentação como instalado

O Indicador de Reserva de Sustentação (LRI) foi proposto como uma alternativa ou reserva ao velocímetro (ASI) durante estágios críticos de voo. Este é um dispositivo elegante, mas raramente encontrado em aeronaves leves ou até mesmo jatos de transporte. O velocímetro convencional é menos sensível e preciso conforme a velocidade diminui, assim fornecendo informação menos confiável ao piloto conforme a aeronave retarda em direção ao estol. A real velocidade de estol de uma aeronave também varia com as condições de voo, particularmente mudanças no peso bruto e carregamento do vento durante manobras. O ASI não mostra ao piloto diretamente como o estol está sendo aproximado durante estas manobras, enquanto que o LRI o faz.
O LRI mostra diretamente para o piloto o Potencial de Sustentação de Asa (POWL) acima do estol em qualquer momento e velocidade, sendo então mais descritivo e fácil para o uso do piloto. O LRI usa a pressão dinâmica diferencial e o Ângulo de Ataque para operar. É de operação rápida e extremamente preciso em baixas velocidades, fornecendo assim informação mais confiável ao piloto conforme a velocidade diminui e torna-se crítica.
O LRI usa um mostrador de três zonas, vermelha-branca-verde. Durante o voo, a zona verde está bem acima do estol, onde os controles de voo são firmes, ângulo de ataque baixo, e o POWL não-utilizado é alto. A zona branca é próxima ao estol, onde os controles se soltam, o ângulo de ataque é alto, e o POWL não-utilizado é diminuído. O topo da zona vermelha define o começo do estol. A severidade do estol aumenta conforme o ponteiro adentra o vermelho. Durante a decolagem, o LRI usa a pressão dinâmica para operar, e não irá subir o ponteiro acima da zona vermelha até que exista energia de velocidade suficiente disponível para voo.
O piloto ajusta o instrumento para indicar o limiar da zona vermelha-branca durante a prática de velocidade mínima em altitude, indicando que a aeronave possui POWL nulo além daquele ponto. Já que a asa irá estolar no mesmo ângulo de ataque em qualquer velocidade, uma vez ajustado corretamente, o LRI irá indicar o limiar vermelho-branco toda vez que o estol se aproxima. Isso inclui estol de pouso, de subida e acelerado. Após o ajuste, a linha preta no centro do vermelho indica o máximo ângulo de subida e máximo ângulo de descida com sustentação reserva para o arredondamento de pouso. Com a prática, o piloto pode usar o LRI para determinar o momento exato para a decolagem com a rolagem em solo mínima e ângulo de ataque máximo combinados.
O LRI foi bem recebido por pilotos STOL (short take off and landing, pouso e decolagem curto) e pilotos de aeronaves experimentais ou caseiras. O LRI é bastante útil para pousos e decolagens em campos curtos, e manobras a baixa velocidade, como curvas, decolagens e pousos íngremes, e também permite que pilotos de aeronaves rápidas ou "deslizantes" pousem com pouca ou nenhuma flutuação, de modo bastante confiável. Já que o LRI é tão útil no limiar inferior crítico do envelope de voo, a maior parte dos pilotos utiliza o LRI como um complemento ao ASI, usando o LRI para trabalho em baixas velocidades e o ASI para trabalho em cruzeiro e navegacional.

## Types of airspeed measurements
Auxílio para a memória: "ICE-T" (iced tea (chá gelado)), or Indicada→Calibrada→Equivalente→True (verdadeira).
Outro auxílio para a memória: This is a Pretty Cool Drink (Essa é uma bebida bem legal), fornecendo os erros compensados entre as velocidades Posição/Pressão, Compressão, e Densidade.
Em altitudes elevadas (mais precisamente, altitude de densidade), para a mesma velocidade indicada (IAS) dada, a velocidade verdadeira (TAS) da aeronave será maior, mas os mesmos limites de velocidade indicada se aplicam. Da mesma forma, a velocidade de cruzeiro mais eficiente, arrasto total, sustentação disponível, velocidade de estol, e outras informações aerodinâmicas dependem da velocidade calibrada, e não da verdadeira. A maior parte das aeronaves exibem uma pequena diferença entre a velocidade realmente mostrada no instrumento (velocidade indicada, ou IAS) e a velocidade que o instrumento deveria teoricamente mostrar (velocidade calibrada ou CAS). Essa diferença, chamada erro de posição, deve-se principalmente à medição imprecisa da pressão estática. Não é usualmente possível encontrar uma posição para as tomadas estáticas que, em todos os ângulos de ataque, detecta com precisão a pressão atmosférica na altitude na qual a aeronave está voando.

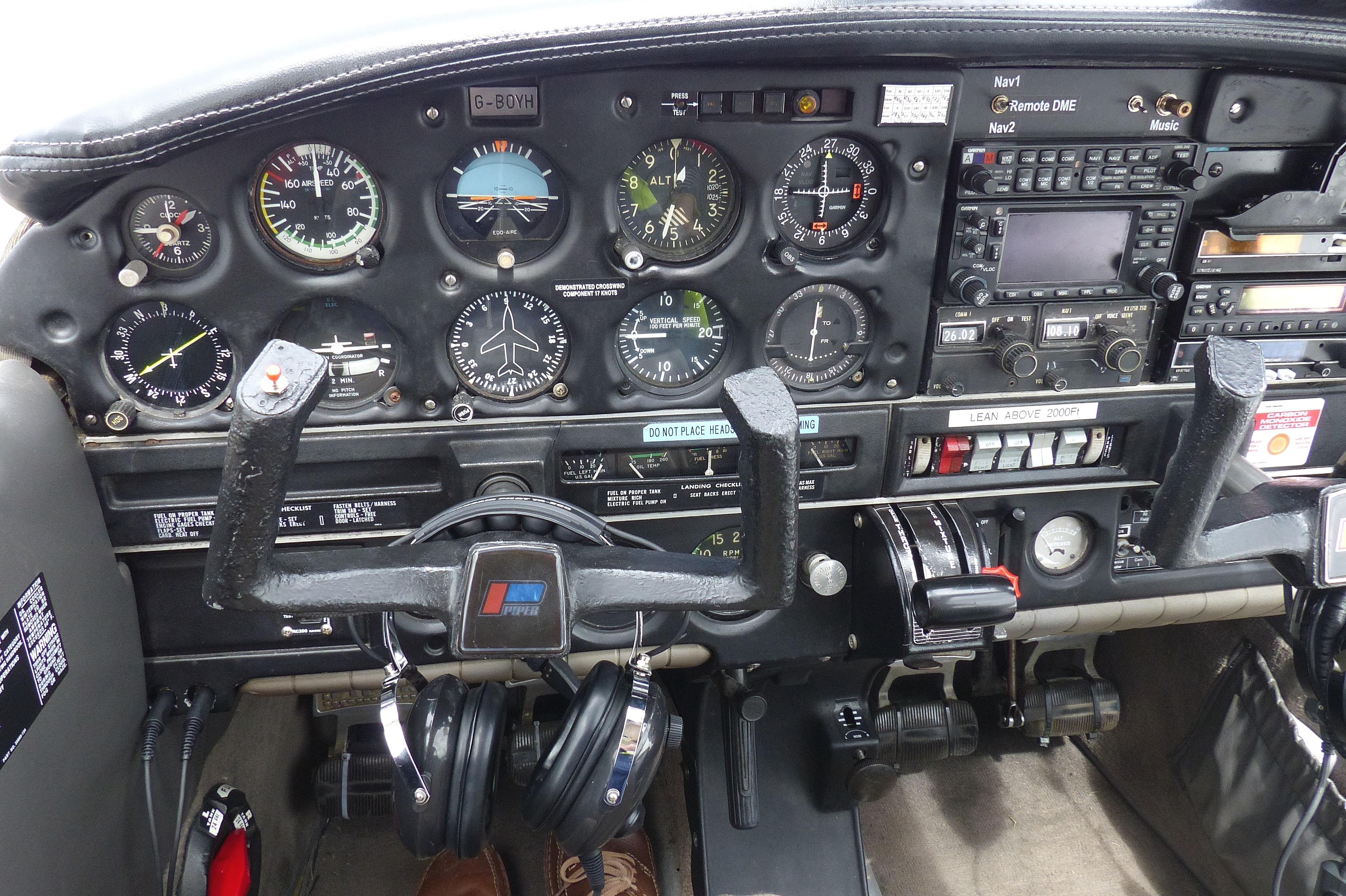
O velocímetro deste Piper PA-28 Cherokee Warrior é visto na fileira de instrumentos superior, o segundo a partir da esquerda.

O Princípio de Bernoulli afirma que a pressão total é constante em uma linha de fluxo. A pressão de Pitot é igual à pressão total, de modo que a pressão de Pitot é constante ao redor da aeronave e não sofre de erros de posição. (No entanto, a pressão de Pitot pode sofrer erros de alinhamento se o tubo de Pitot não está alinhado diretamente para com o fluxo de ar de entrada.)
A posição das portas estáticas deve ser selecionada cuidadosamente por um projetista de aeronaves, já que o erro posicional deve ser pequeno em todas as velocidades dentro da faixa de operação da aeronave. Uma tabela de calibração específica para o tipo de aeronave é normalmente fornecida.
Em altas velocidades e altitudes, a velocidade calibrada deve ser também corrigida para erros de compressibilidade para fornecer a velocidade equivalente (EAS). O erro de compressibilidade surge pois a pressão de impacto faz com que o ar se comprima no tubo de Pitot. A equação de calibração (veja velocidade calibrada) considera a compressibilidade, mas somente na pressão ao nível do mar padrão. Em outras altitudes a correção do erro de compressibilidade deve ser obtida de uma tabela. Na prática, o erro de compressibilidade é negligenciável abaixo de cerca de 3 000 m / 10 000 ft e 100 m/s / 200 nós CAS.
A velocidade verdadeira pode ser calculada como uma função da velocidade equivalente e densidade do ar local, ou temperatura e altitude de pressão, que determinam a densidade. Alguns velocímetros incorporam um mecanismo de régua de cálculo para executar esse cálculo. Caso contrário, pode ser executado com uma calculadora como a régua de cálculo portátil circular E6B. Para uma rápida aproximação da TAS, adicione 2% por 300 m / 1 000 ft de altitude para a IAS (ou CAS). Por exemplo, IAS = 52 m/s / 100 nós. A 3 000 m / 10 000 ft Acima do Nível do Mar, TAS é 62 m/s / 120 nós.